# Szent Rókus-kápolna (Budapest)
A budapesti Szent Rókus-kápolna a csodatévő ferences szerzetesről, a pestisjárványokból kigyógyulók védőszentjéről, Szent Rókusnak szentelt kápolna. Mai formájában 1765 óta áll a Kerepesi, a mai Rákóczi út mentén, az út józsefvárosi oldalán (1085 Budapest, Gyulai Pál u. 2.).

## Története
A mai Szent Rókus-kápolna helyén egy a 11. században épült temetőkápolna állt, körülötte pedig a pestiek temetője terült el.
Az 1710-es pesti pestisjárvány után 1711. szeptember 4-én avatták fel a Szent Rókus fogadalmi kápolnát, amely Pest első kápolnája volt a városfalakon kívül.
A következő nagyobb járvány idején (1739–40), a város tanácsa szükségesnek látta Pest városfalain kívül járvány-barakk-kórház létesítését, amely a pestis elmúltával is fennmaradt, és évről évre bővült. A kórház építésével egyidőben a kápolnát is kibővítették. A homlokzat és a harangtorony végső kialakítása 1765-ra valósult meg. A templom szentélye mögötti barakkban élt a Rókus-kápolna és egyben Pest utolsó remetéje, András, aki 1806-ban hunyt el. Az 1798-ban megnyíló Pesti Polgári Köz Ispotály jelenleg is működik – a Szent Rókus Kórház Európa egyik legrégebbi, nagy múltú egészségügyi intézménye, 2001 óta a Magyar Örökség része.
Veszélyessé vált homlokzati díszeit a kórház bővítése és a kápolna lebontásának tervezete miatt 1907-ben eltávolították, és bezúzták. Korábbi barokk szobrai a következő, „pestis ellen védő” szentek voltak: középen Immaculata-ábrázolás (1822-ből), a toronyemeleten a sárkányt letipró Szent Mihály arkangyal szobra, a volutákon Alexandriai Szent Katalin és Szent Borbála, az alsó sorban középen a fülkében Szent Rozália, kétoldalt Nepomuki Szent János–Szent Rókus, átellenben Szent Sebestyén–Xavéri Szent Ferenc szoborpárosai állottak. 
Az építkezés elmaradása miatt 1908–1909-ben új szobrokat készíttettek Levisch (Lewisch) Róbert szombathelyi kőfaragóval, müncheni stílusban. Ezek: középen, a torony attikazáró párkányán két imádkozó angyal között Jézus Szíve-szobor, alatta a középső fülkében Szent Rókus, a volutákon Szent József és Páduai Szent Antal, kétoldalt, az oldalfülkékben pedig Szent Rozália és Páli Szent Vince alakja.
1945 januárjában, Budapest ostromakor több bombatalálat is érte a műemlékkápolnát, barokk boltívei beomlottak. A templom helyreállításakor fedezték fel, hogy a szentély alapja eredetileg egy háromlevelű lóhere alakú, kora keresztény imahely, cella trichora volt. Ez ma a Lux Kálmán tervei alapján kialakított altemplomként látható. A kápolna az 1956-os forradalom leverésekor is súlyosan megsérült, tornyát és homlokzatát újjá kellett építeni. Callmeyer Ferenc tervei szerint ekkor állították vissza az addig hiányzó homlokzati szobrokat is, de nem a korábbi szentek ábrázolásával. A Józsefvárosi Önkormányzat adománya révén 2002-ben felújított szobrok fentről lefelé, attribútumaik szerint: Szent Rókus, lejjebb, a bal volután ismeretlen püspök, akit Szent Gellérttel azonosítanak, középen Szent István, a jobb volután ismeretlen püspök, akit Szent Adalberttel azonosítanak, a harmadik szinten Szent László, Szent Erzsébet, Palermói Szent Rozália (fekvő), Szent Margit és Szent Imre alakjait láthatjuk a mai homlokzaton balról jobbra. A szobrok közül többet (Szent Imréét biztosan) 1957 körül Ambrózy Sándor szobrászművész alkotott. A Szent Margit-szobor Dabóczi Mihály alkotása. Szent László alakját Turcsányi Árpád készítette, 1957-ben.
Szentélyében Mattioni Eszter 1963-tól készített hímeskő alkotásai láthatóak. Ugyancsak az ő művei az altemplom oltárképe és padlómozaikja.
Külső, műemléki tatarozása 2002-ben készült el. Urnatemető 2006 óta van benne.
A templom búcsúja augusztus 16-án van.

### Immaculata-szobor
A kápolna előtti téren 1867 óta áll az Immaculata-szobor, Lengyel Miklós, az egri prépost-kanonok ajándéka Pest városának. 
A második világháborúban nem sérült meg, 1949-ben mégis lebontották, újraállítására csak 1991-ben került sor, akkor is több kisebb-nagyobb módosítással, mintegy 10 méterrel arrébb korábbi helyétől, az eredeti öntöttvas kerítés nélkül.
Lengyel Miklós eredetileg Eger városában szerette volna fölállítani a szobrot. Egy korabeli híradás szerint az alapító „e műemléket Egerben, a lyceum terén ohajtá felállítatni, ide fogadta, ide szánta azt, és e végett ajánlatot illetőleg kérelmet is intézett városunk gazd. bizottmányához, de a bizottmány végzésileg kimondá: hogy az emlék felállítására kívánt tért át nem engedi." Ennek következtében „szegény városunk egy gyönyörű műemléket vesztett! Ez történeti adat, mely a kort, melyet városunk él, az utódok előtt is jellemezni fogja. (…) A t. gazdászati bizottmány, a dolognak jogi oldalát nem tekintve, városunk lakosságának, midőn híres határozatát hozta, vallási érzületét s nézeteit nem képviselte. (…) át. A jeles mű egyébiránt bárki által is megtekinthető a lyceumi nyomdai raktárban.”
Felszentelésére 1867. szeptember 8-án került sor. „A szoborfölszentelési kegyeletes ünnepen, a főpolgármester s városi elöljáróság élén igen nagyszámú ájtatos nép jelent meg. – A fölszentelést, melyet délelőtti 8 órakor a Rókus-kápolnában tartott ünnepélyes szent mise előzött meg, herczegprimásunk ő főméltósága meghatalmazása folytán Lévay Sándor cz. püspök ur végzé, fényes egyházi segédlettel. (…) A szónoklat hatása akkor hágott tetőpontjára, midőn szónok beszédének harmadik részében szív- és észhez szólólag fejtegeté az okokat, melyek minket mint magyarokat Mária tiszteletére buzdítanak, lévén Mária különösen anyja, védasszonya s királynéja a magyar nemzetnek. (…)
A pesti közönség igen szép jellemvonására mutat az, hogy a szobrot ez alkalomra önként, minden felszólítás nélkül virágfüzérekkel igen szépen földíszítette. (…)
A Rókus-kápolna előtt a város felé arczczal – Egernek háttal – van fordítva. A szemlélő a barátok-teréről a hatvani-utcza felé haladva, vesz észre magas műalkotmányt, s ösztönszerüleg siet a kerepesi-uton egyenes irányban annak megtekintésére. A benyomás, melyet a büszkén emelkedő kegyeletes emlék a közeledőre tesz, nőttön nő, mígnem oda érve, sokáig a letekintő Mária-alak gyönyörű arczvonásai kötik le figyelmét. Az alak mintegy öt öl magasságú corinthiai, barna granitszinü, karcsú oszlopon áll; az oszlop szembeötlő karcsúsága, s magassága a merész kivitel bélyegét viseli magán, annyival inkább, mert a négyszögü talapzat is, mely vörös márvány négyes lépcsőzeten nyugszik, aránylagos csekély átmérőjénél fogva eme benyomást még inkább fokozza. – Az egészet bronzszínre festett díszes vasrácsozat követi, szögletein szintén igen díszes lámpaoszlopokkal. A talapzat négy oldalán aranyozott betűkkel ezen feliratok díszlenek: Ave Maria gratia plena. – Macula non est in te. – Patrona Hungariae. – Vota mea reddam. – Az egész műalkotmány kellemes benyomást tesz a szemlélőre, s díszíti a környéket; művészi szépsége akkor fog feltűnni, ha háta mögött, mint arra kilátás van – nagyobbszerü templom fog emelkedni, mert a mostani törpe tornyu kápolna teljességgel nincs öszhangzásban a sugár s merészen felszökő szép szoborral."

## Galéria

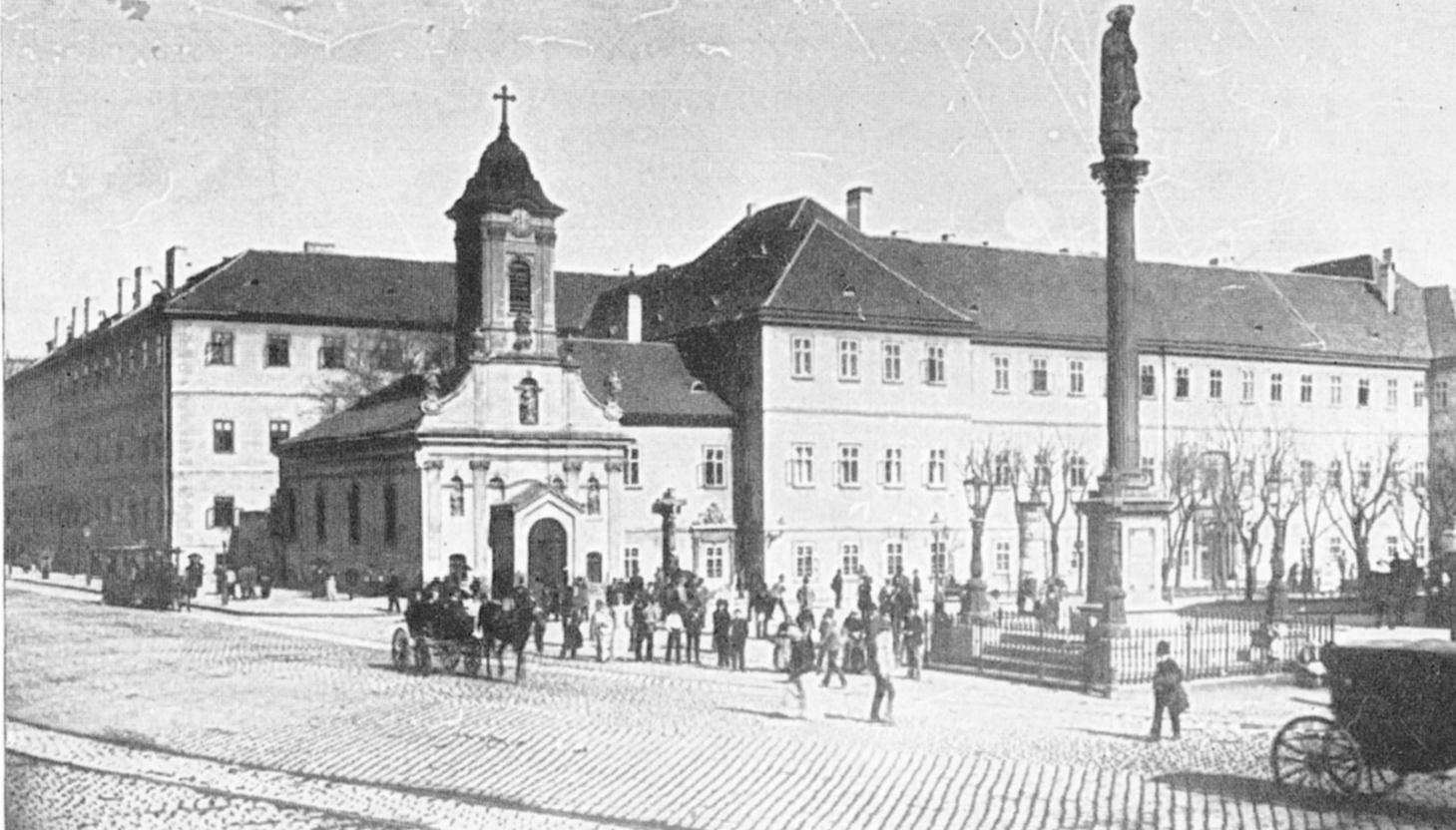
Az 1800-as évek végén
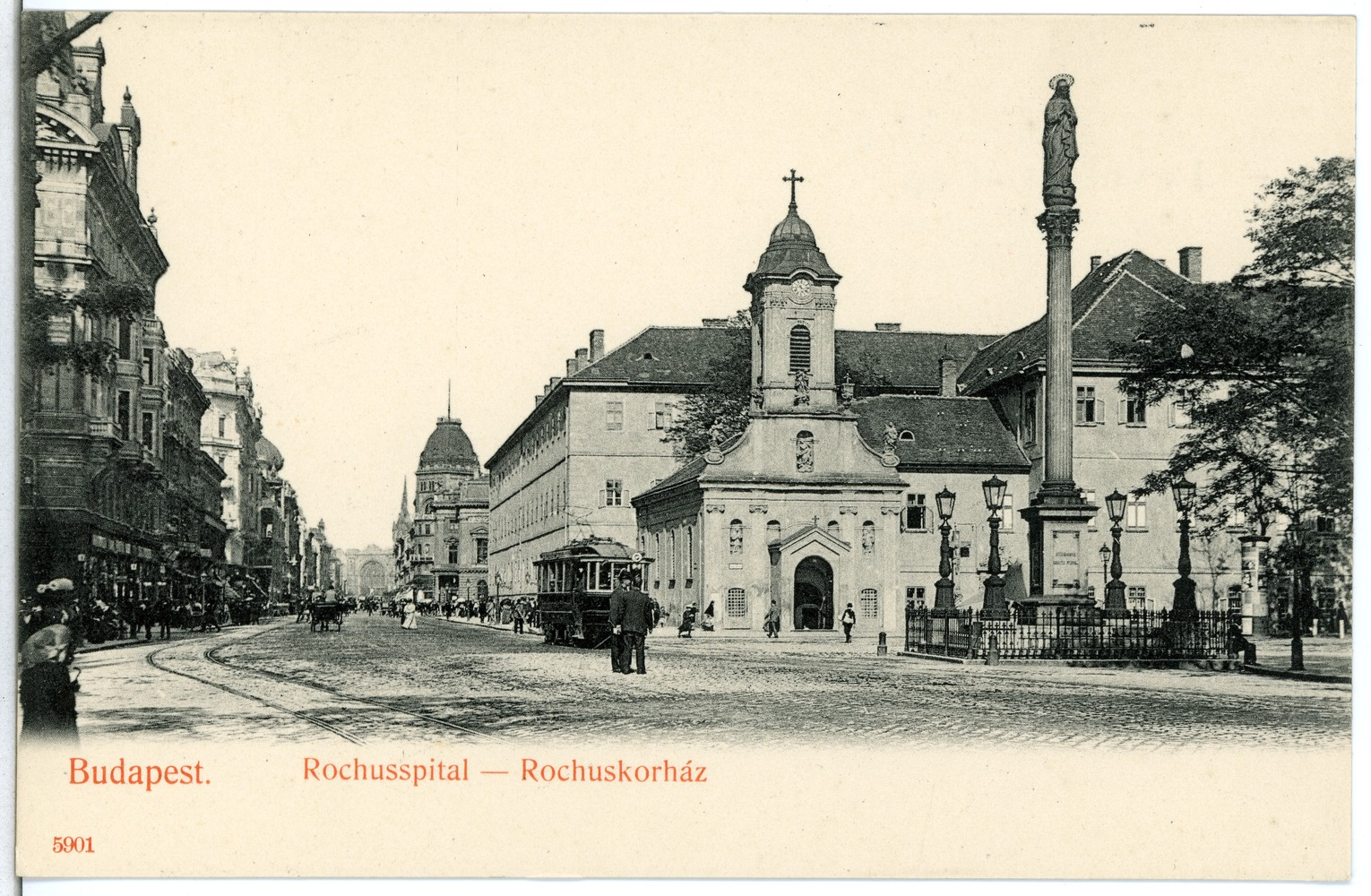
1905-ben
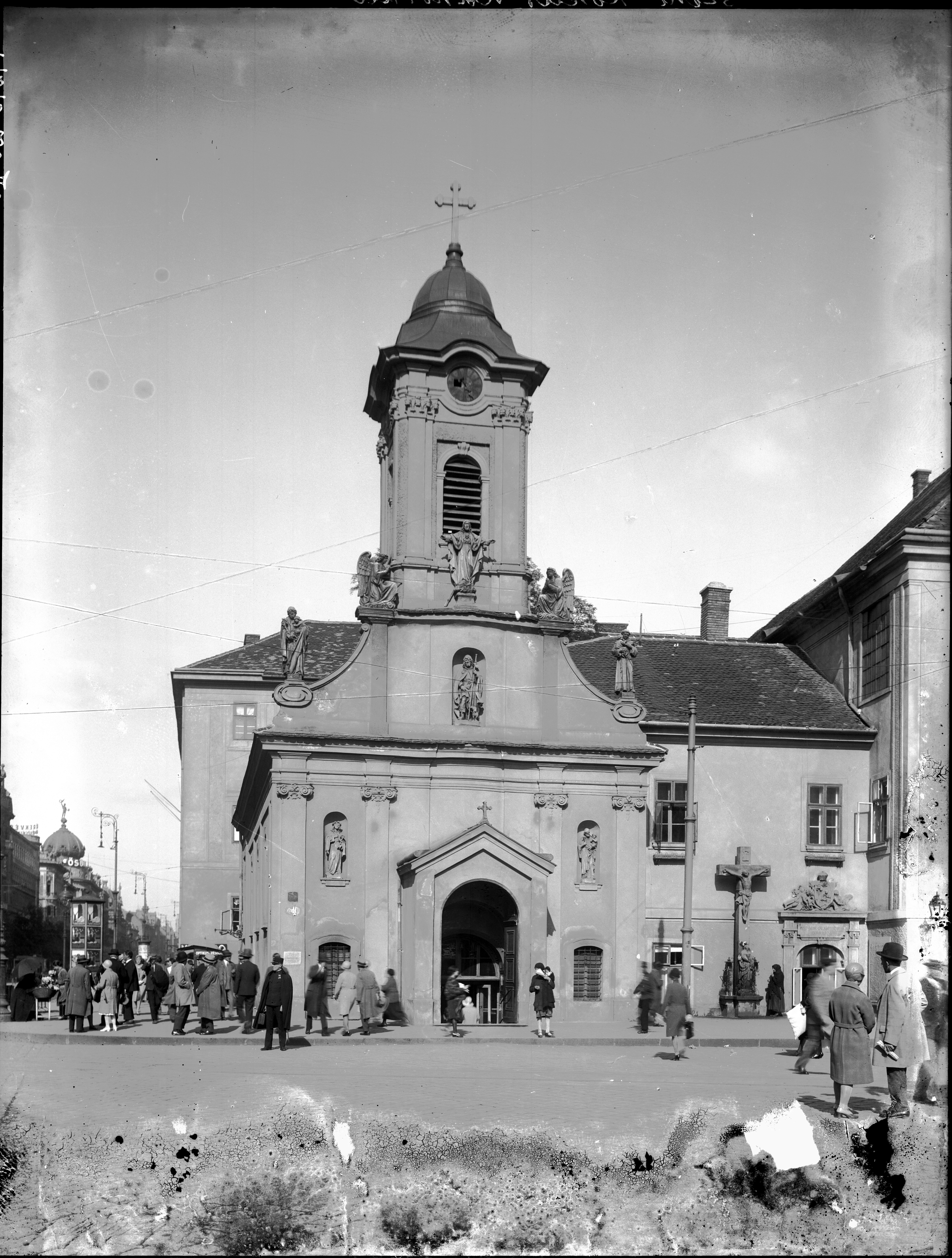
1908 utáni homlokzat
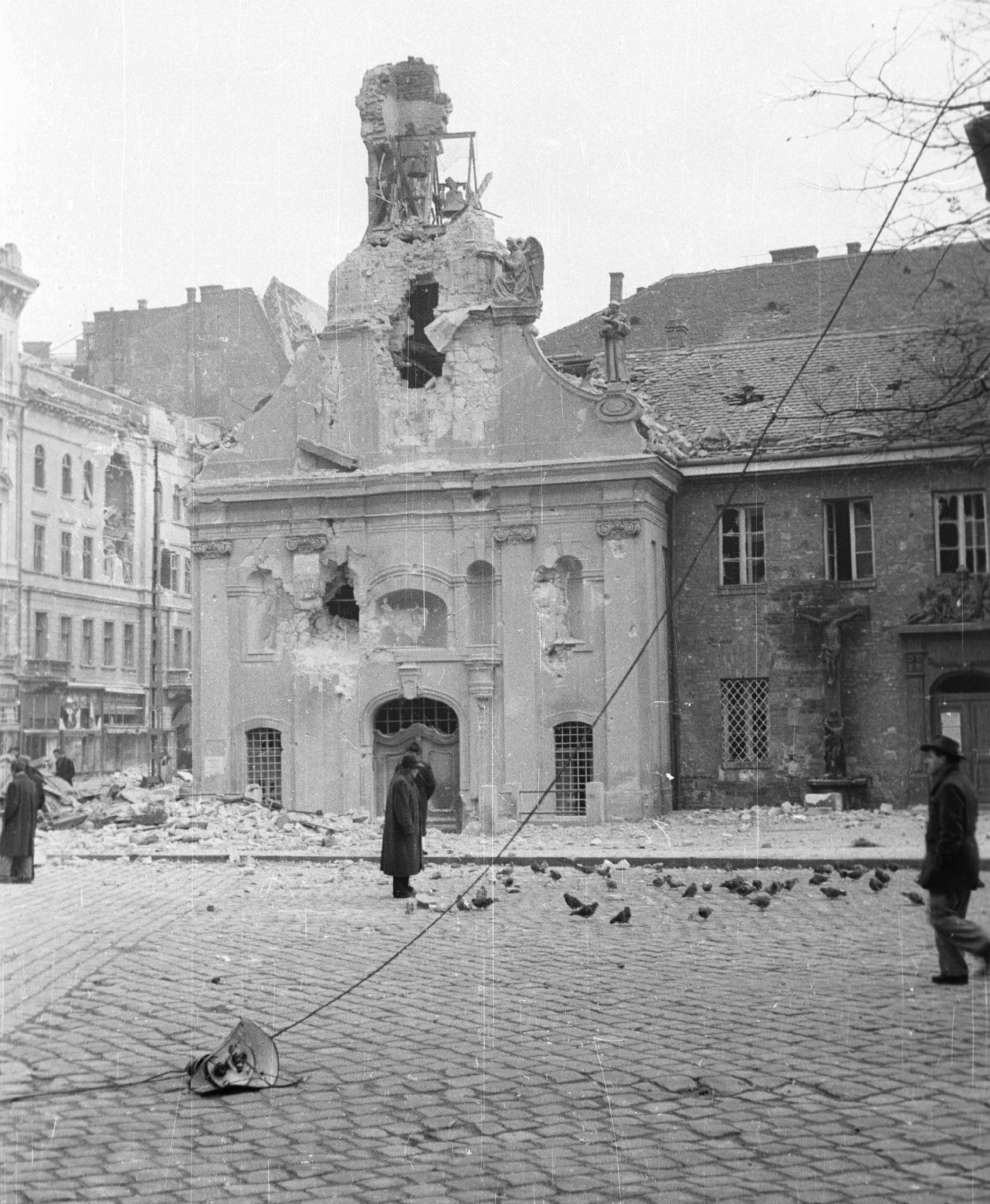
1956
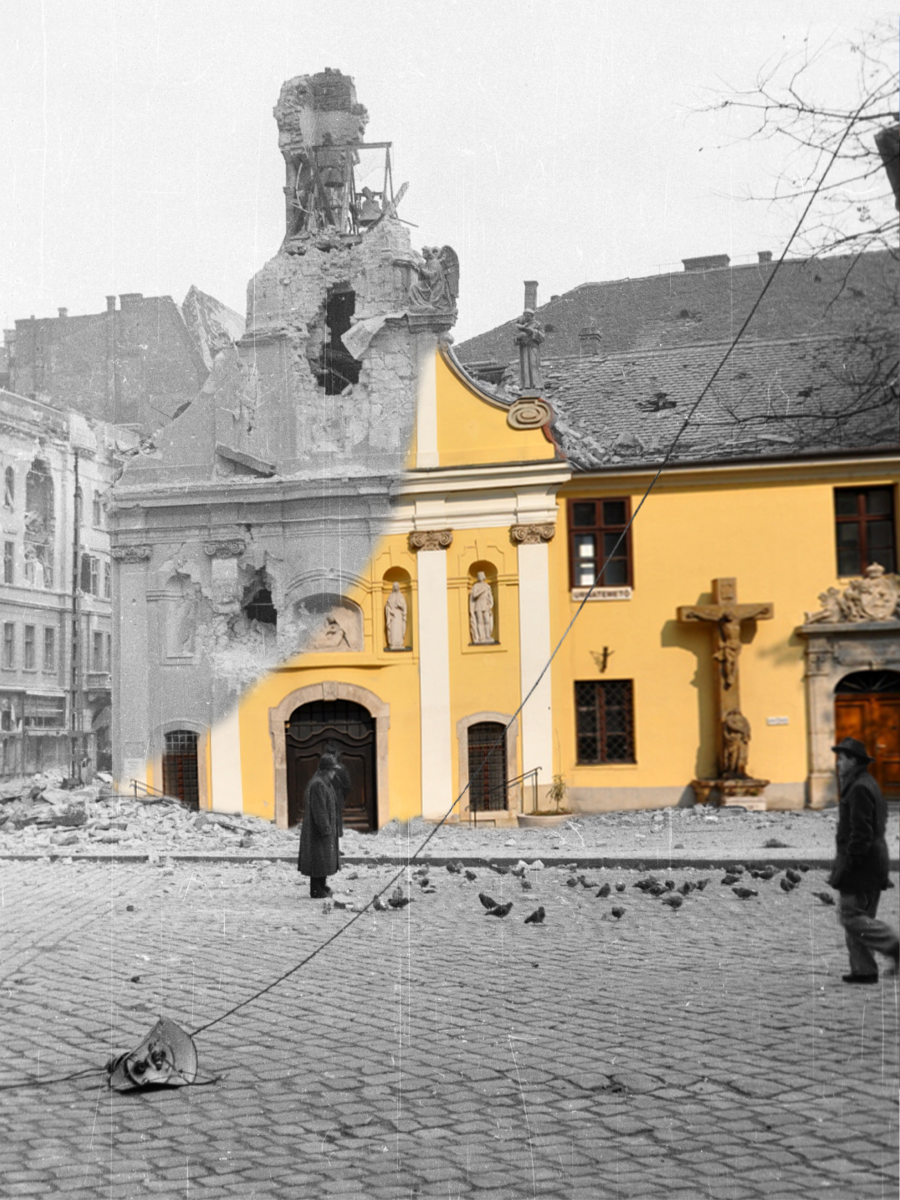
1956–2012
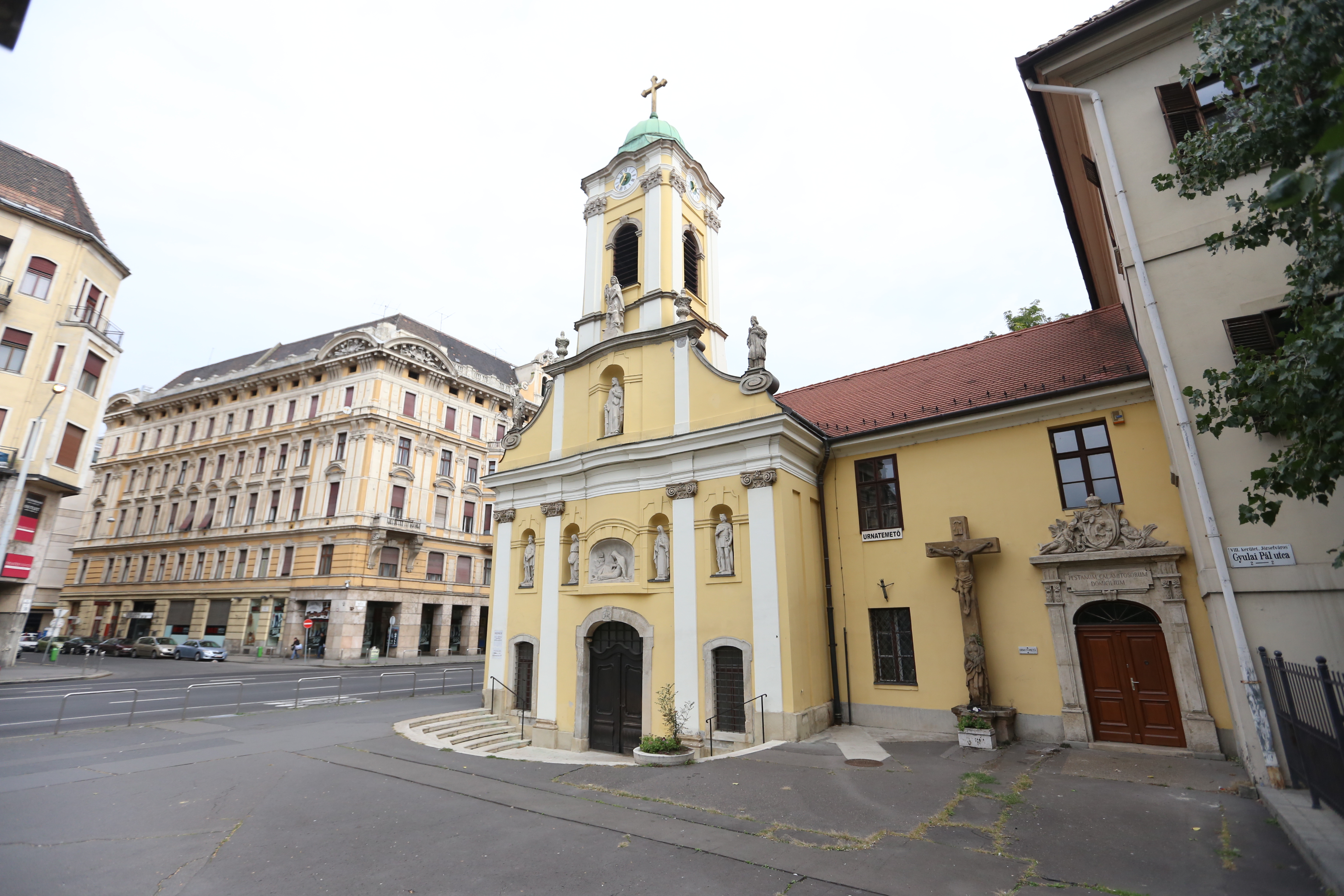
2013
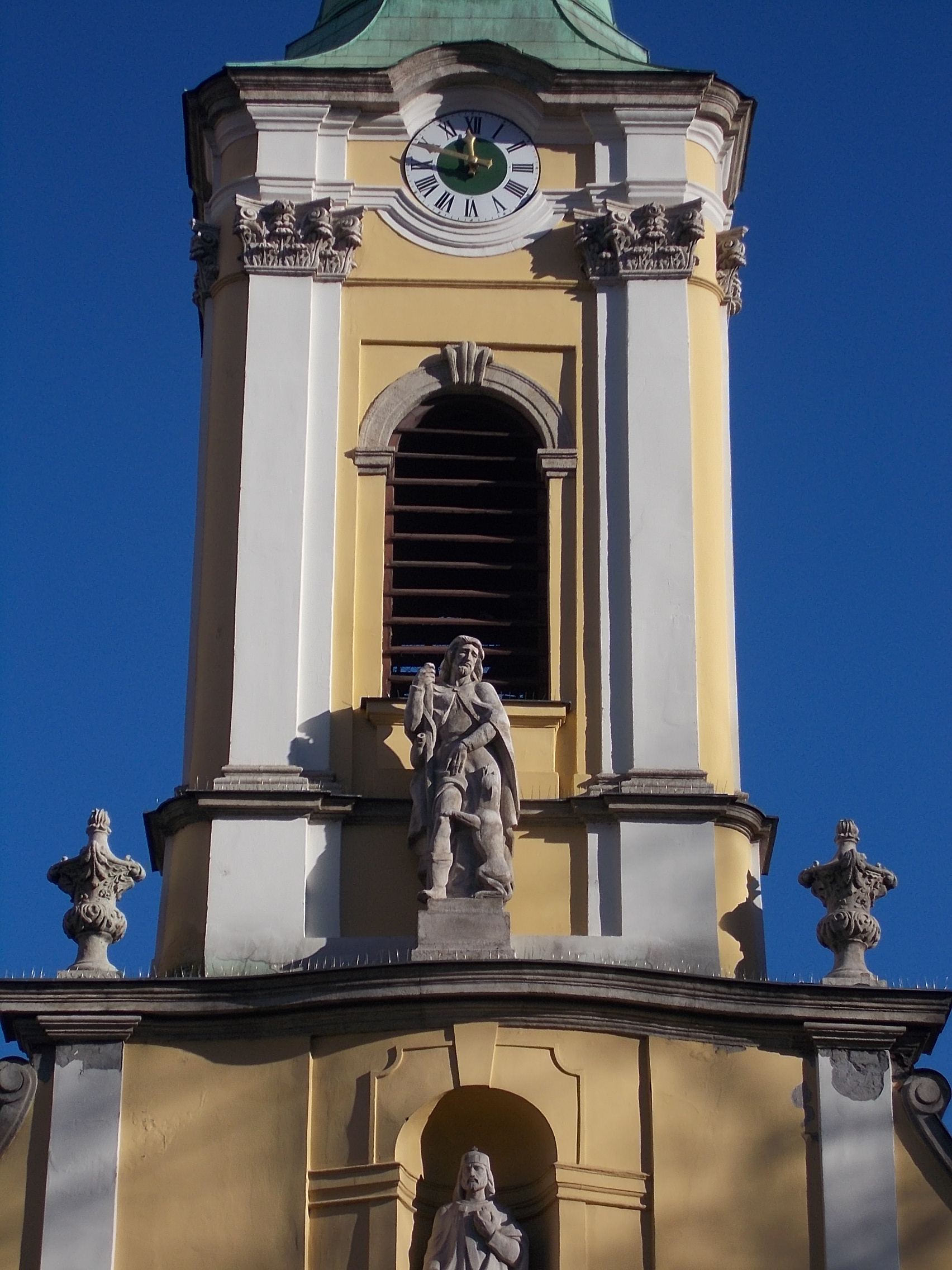
2017
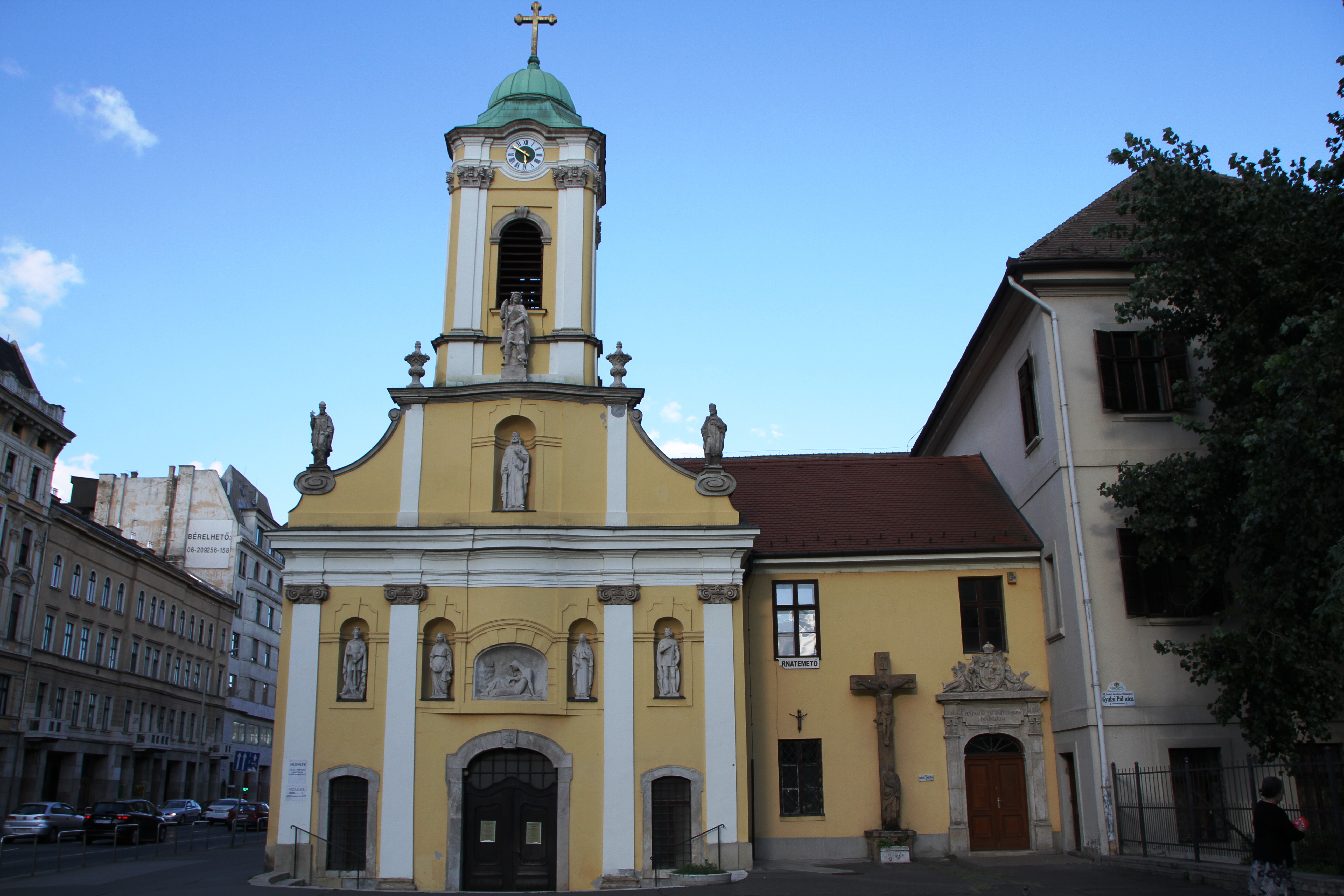
Homlokzati szobrok
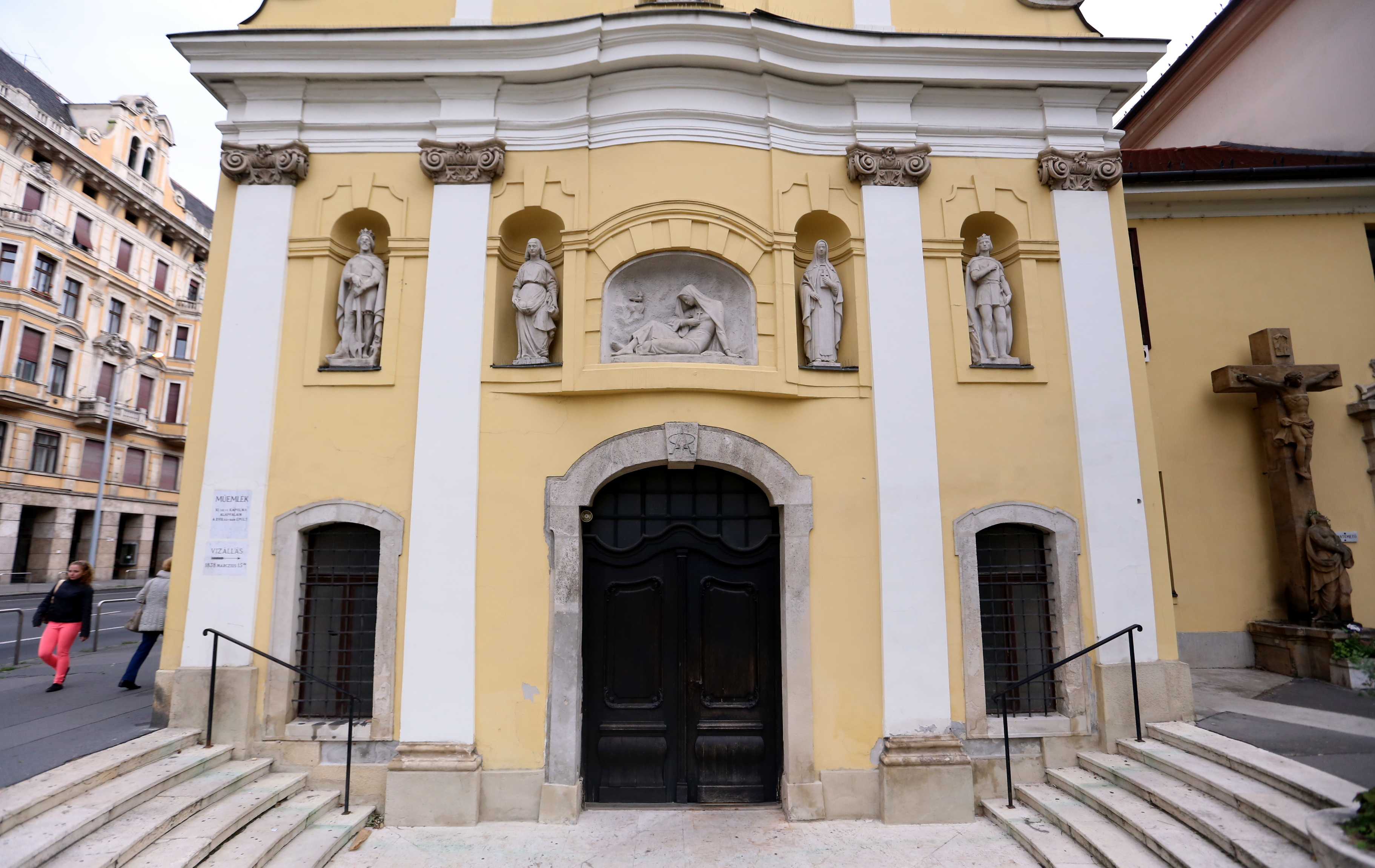
A kápolna bejárata
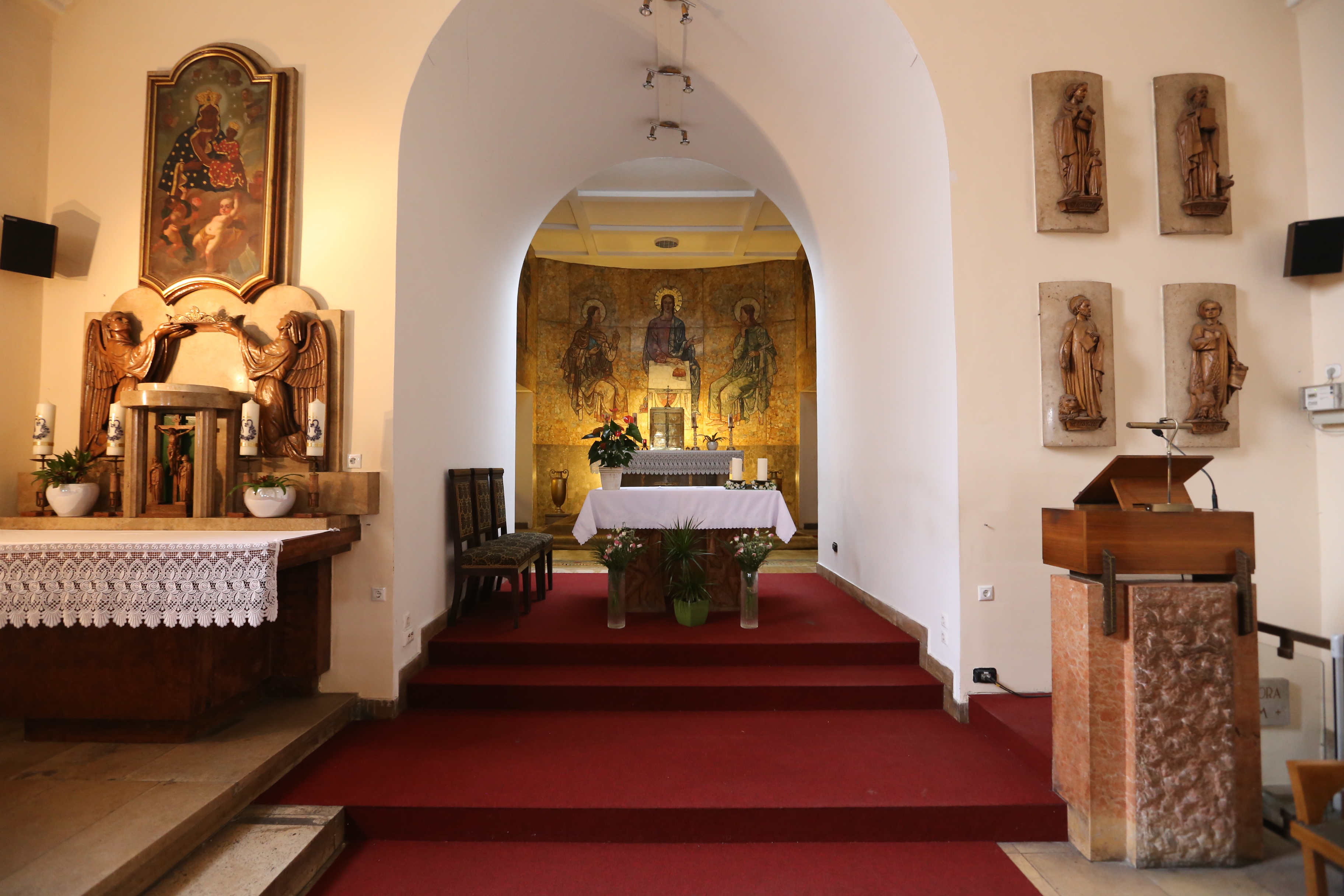
A kápolnabelső
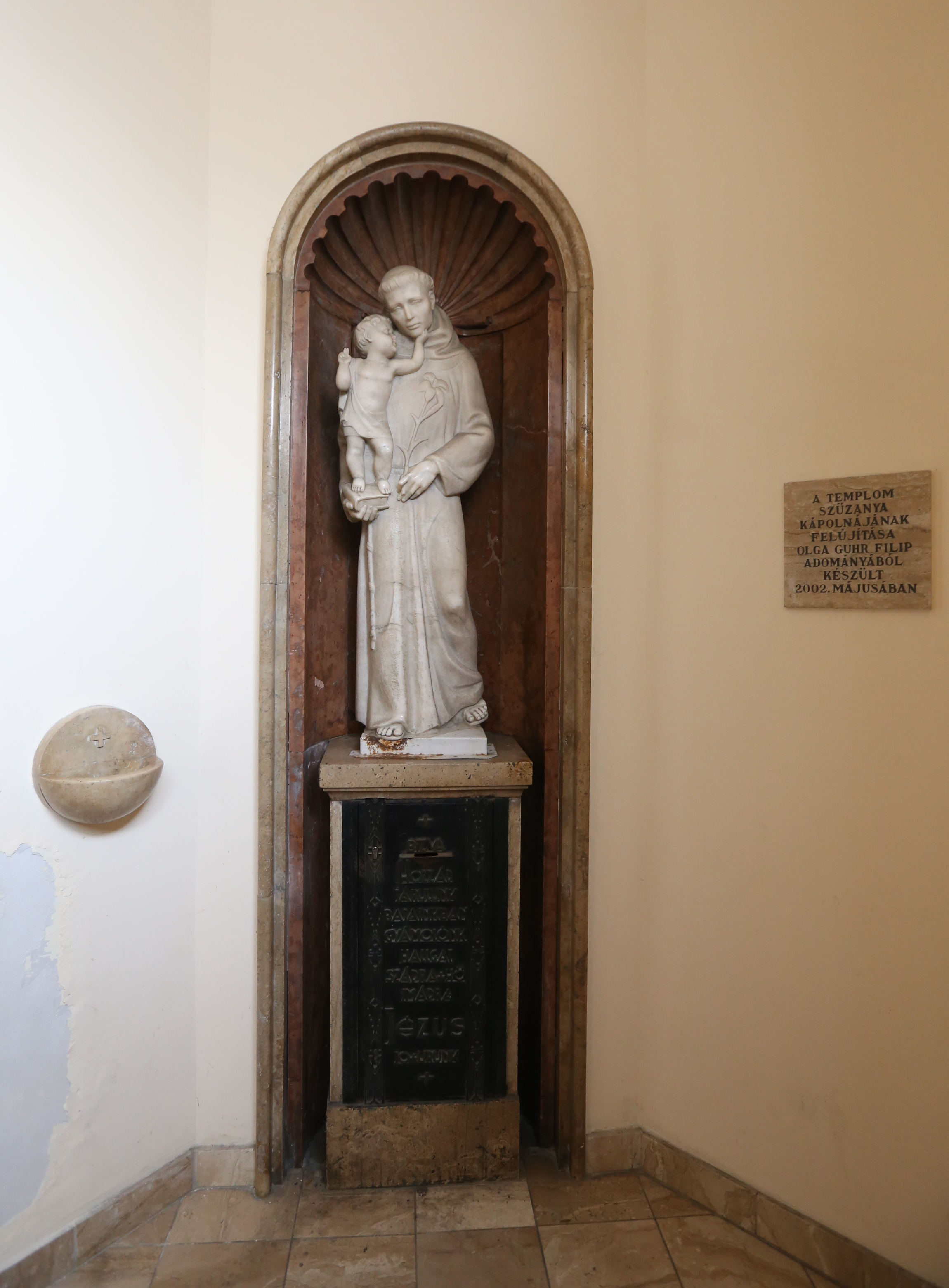
Páduai Szent Antal a kis Jézussal szobor